# Justin Sedlak
Justin Sedlak (Pezinok, 3 de agosto de 1987) es un jugador eslovaco de baloncesto profesional con nacionalidad Eslovaca, que juega en el basket club  Gries Oberhoffen  francés.

## Trayectoria
Se formó como jugador en la universidad Florida Tech de la División II de la NCAA, la liga universitaria de los Estados Unidos. En su último año como universitario consiguió 20,4 puntos y 7,7 rebotes de media por encuentro.
A principios de agosto de 2011 el Cáceres Patrimonio de la Humanidad de la liga LEB Oro de España anunció su contratación.

### Internacionalidad
El jugador ha sido internacional con todas las categorías inferiores de Eslovaquia.

## Equipos
- 2006-11. Florida Tech Panthers. NCAA.
- 2011-2012. Cáceres Patrimonio de la Humanidad. LEB Oro.
- 2012-2013. Solna Vikings. Ligan.
- 2013-. Étoile de Charleville-Mézières. NM1.